# Coleophora albidorsella
Coleophora albidorsella é uma espécie de mariposa do gênero Coleophora pertencente à família Coleophoridae.